# Abderrahim Zouari
Pour les articles homonymes, voir Zouari.
Abderrahim Zouari (arabe : عبد الرحيم الزواري), né le 18 avril 1944 à Dahmani, est un homme politique tunisien.

## Biographie
Titulaire d'une licence de droit privé, d'un certificat d'aptitude à la profession d'avocat et d'un diplôme d'études spécialisées de droit, il s'est intéressé très tôt à la politique et a milité au sein du Parti socialiste destourien (PSD), dont il est membre du comité de coordination du Kef entre 1969 et 1974. Maire de Dahmani entre 1970 et 1975 et attaché de cabinet au ministère de l'Agriculture entre 1971 et 1974, il est désigné comme gouverneur à l'âge de trente ans. En poste à Gabès (1974-1978) puis Nabeul (1978-1980), il devient ensuite directeur de l'administration régionale au ministère de l'Intérieur en 1980 puis député de 1981 à 1987.
Avec l'avènement du président Zine el-Abidine Ben Ali le 7 novembre 1987, il devient l'un des personnages clés du régime et occupe de très hautes fonctions. Désigné le jour même comme secrétaire d'État auprès du ministre de la Production agricole et des Industries agroalimentaires, il est coopté au sein du bureau politique du PSD. Il y prend en charge l'organisation et le renouvellement du parti, appelé à devenir le Rassemblement constitutionnel démocratique (RCD), et la préparation du congrès de 1988, dont il est le rapporteur général.
Il parvient à attirer des personnalités de différentes sensibilités, provenant notamment du principal parti de l'opposition de l'époque, le Mouvement des démocrates socialistes, et un grand nombre d'universitaires auparavant peu disposés à rejoindre les rangs du PSD. C'est donc à lui qu'est attribué le poste de secrétaire général du RCD, poste qu'il occupe du 31 juillet 1988 au 20 février 1991. Il prend ensuite la tête de différents ministères : Justice (1991-1992), Jeunesse et Enfance (1993-1997), Affaires étrangères (1997), Éducation (1998-1999), Sport et Éducation physique (2000-2002), Tourisme et Artisanat (2002-2004) et Transport (2004-2011). Cette carrière ministérielle connaît deux courtes interruptions où il occupe les postes d'ambassadeur au Maroc pendant dix mois (1992-1993) puis à nouveau de secrétaire général du RCD pendant près d'un an (1999-2000).
Le 13 avril 2011, à la suite d'un mandat d'arrêt du parquet de Tunis, il est inculpé et arrêté pour « détournement de fonds publics et abus de pouvoir au cours de ses missions au sein du RCD », trois mois après la révolution qui renverse le régime de Ben Ali ; sa libération est ordonnée par la justice le 4 août bien qu'il reste en garde à vue jusqu'au 2 novembre 2012.
Le 16 août 2014, il est présenté par le Mouvement destourien à l'élection présidentielle. Le 19 septembre, il dépose officiellement son dossier de candidature avant d'annoncer son retrait le 30 octobre ; il remporte finalement 0,08 % des voix.
Vice-président de la Stafim Peugeot, Abderrahim Zouari participe au lancement du nouveau pick-up Peugeot le 13 septembre 2017.
En novembre 2023, Abderrahim Zouari fait l'objet d'un mandat de dépôt pour avoir profité de ses fonctions afin d'obtenir des avantages. Son incarcération fait suite à une plainte déposée par une organisation non gouvernementale sur des « soupçons de corruption dans un marché public ».

## Distinctions
- Grand cordon de l'ordre de la République tunisienne[10].